# Орден на банята
Орденът на банята (на английски: Order of the Bath или The Most Honourable Order of the Bath, The Most Honourable Military Order of the Bath до 1847 г.) е британски рицарски орден, учреден от Джордж I на 18 май 1725 г. Името произлиза от средновековната церемония по посвещаване в рицарство, която включва къпане като символ на пречистване. Тези рицари са наричани рицари на банята..
Преди 1815 г. орденът е имал само един клас „Рицар-кавалер“ (Knight Companion), който вече не съществува.
Орденът на банята се състои от Суверен, Велик магистър (Great Master) (от 1974 г. от Елизабет II и принц Чарлз) и три класа членове: 
- Рицар на големия кръст (Knight Grand Cross) или Дама на големия кръст (Dame Grand Cross) на Ордена на банята
- Рицар-командир (Knight Commander) или Дама-командир (Dame Commander) на Ордена на банята
- Кавалер (Companion) на Ордена на банята.

Орденът е даван на цивилни и военни служители на високи служби. Гражданите на Британската общност, които не са субекти на кралицата, и чужди граждани могат да бъдат почетни членове.
Орденът на банята е четвъртият най-стар от британските ордени на рицарството, след Най-благородния орден на жартиерата, Най-древния и най-благороден орден на магарешкия бодил и Най-прочутия орден на Св. Патрик (спящ).

## Състав

### Суверен
Британският монарх е Суверен на Ордена на банята. Както при всички почести, с изключение на тези от лични дарове на монарха, Суверенът прави всички назначения в Ордена по съвет на правителството.

### Велик магистър
Следващият най-старши член на Ордена е Великият магистър, какъвто са били 9 души с титлата принц и/или херцог:
- 1725 – 1749: Джон Монтегю, 2-ри херцог на Монтегю
- 1749 – 1767: (Вакантна)
- 1767 – 1827: Принц Фредерик, херцог на Йорк и Олбъни
- 1827 – 1830: Принц Уилям, херцог на Кларънс и Сейнт Андрюс (по-късно крал Уилям IV)
- 1830 – 1837: (Вакантна)
- 1837 – 1843: Принц Август Фредерик, херцог на Съсекс
- 1843 – 1861: Алберт фон Сакс-Кобург-Гота, принц-консорт
- 1861 – 1897: (Вакантна)
- 1897 – 1901: Алберт Едуард, принц на Уелс (по-късно крал Едуард VII)
- 1901 – 1942: Принц Артур, херцог на Конахт и Стратеарн
- 1942 – 1974: Принц Хенри, херцог на Глостър
- 1974 – : Чарлз, принц на Уелс.

Първоначално принцът с кръвна връзка с краля, като Главен Рицар-кавалер, се е нареждал на следващото място след Суверена. Към тази позиция се присъединява званието Велик магистър в устава от 1847 г. Великият магистър и Главният рицар сега са или потомък на Джордж I или „някой друг възвишен човек“; титулярът на службата има право да съхранява печата на Ордена и отговаря за прилагането на устава. 

### Членове
Уставът определя следния статут на членовете на ордена: 
- 120 Рицари и Дами на големия кръст (от които Великият магистър е първи и главен)
- 355 Рицари-командири и Дами-командири
- 1925 Кавалери

## Галерия
- Отличителни знаци на ордена
- Рицар на големия кръст на цивилния Орден на банята
- Звезда и значка за врата на Рицар-командир на цивилния Орден на банята
- Отличителни знаци на Рицар на големия кръст на военния Орден на банята
- Звезда на Рицар на големия кръст на военния Орден на банята
- Медал на Кавалер на Ордена на банята
- Звезда на Рицар на големия кръст на цивилния Орден на банята:
Сребърни лъчи, излизащи от центъра и три златни императорски корони в кръг, около който със златни букви на червен фон е изписано мотото на латински език: „Tria juncta in uno – Тримата се обединиха в едно“